# Gunung Kramat
Gunung Kramat is een bestuurslaag in het regentschap Sukabumi van de provincie West-Java, Indonesië. Gunung Kramat telt 3807 inwoners (volkstelling 2010).